# Зорхана

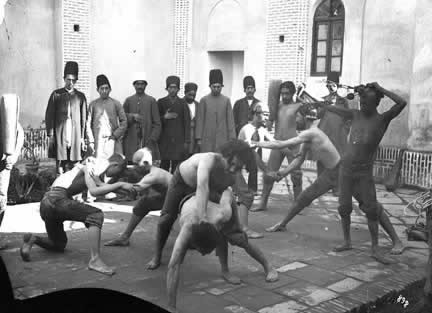
Борцы на зорхане

Зорхана, зурханэ, или зурхана (азерб. zorxana, перс. زور خانه‎, англ. zurkhaneh — «дом силы») — вид традиционной городской спортивной арены, распространённой в Азербайджане, Иране и до недавнего времени в Ираке. В переводе с азербайджанского и персидского слово «зор» означает «сила», а слово «хана» — «дом», то есть «дом силы». До середины XX века зорхана была связана прежде всего с борьбой, и она породила похожие виды борьбы дервишей Османской Турции, харкарас Афганистана, а также ахарас (борьба земли) Индии. Всё это свидетельствует о существовании в прошлом, полемических традиций, являвшимися общими для этнически разнообразного населения широкого региона, простирающегося от Балкан до Бенгалии.
Традиции зорханы внесены от Азербайджана и Ирана в репрезентативный список нематериального культурного наследия человечества.

## История

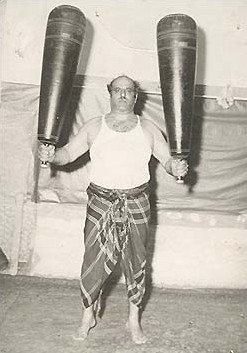
Борец Мустафа Туси из Ирана держит пару булав

Самые ранние упоминания о об учениях и практике в зорханах встречаются у авторов эпохи Сефевидов. Это объясняет тесную связь зорханы с шиизмом, Так одно из помещений в Ичери-шехере города Баку представляет собой зорхана. Бакинская зорхана датируется XV веком и соединяется через подземные хода с караван-сараями, называемыми Бухари и Мултани (на пути к Девичьей башне). В эпоху Сефевидов пехлеваны пользовались большим уважением. Наряду с должностями государственных служащих, таких, как хезинебашы, моллабашы, мунеджимбашы, хезинедарбашы, была и должность пехлеванбаши.
Первым же западным путешественником, описавшим зорхану был Джон Шарден, который наблюдал его в 1670-е:
«Борьба является занятием людей в низшего сословия, и, вообще говоря, только людей, которые являются неплатежеспособными. Место, где они проявляют себя в борьбе, они называют Зурконе то есть, Дом сил. Они имеются в домах великих лордов, и особенно губернаторов провинций, и служат для упражнения народа. В каждом городе, кроме компаний из этих борцов для показа … Они выполняют свои упражнения, чтобы отвлечь людей».
Оригинальный текст (англ.)Wrestling is the Exercise of People in a lower Condition; and generally Speaking, only of People who are Indigent. They call the Place where they Show themselves to Wrestle, Zour Kone, that is to say, The House of Force. They have of’em in all the Houses of their great Lords, and especially of the Governours of Provinces, to Exercise their People. Every Town has besides Companies of those Wrestlers for show ... They perform their Exercises to divert People

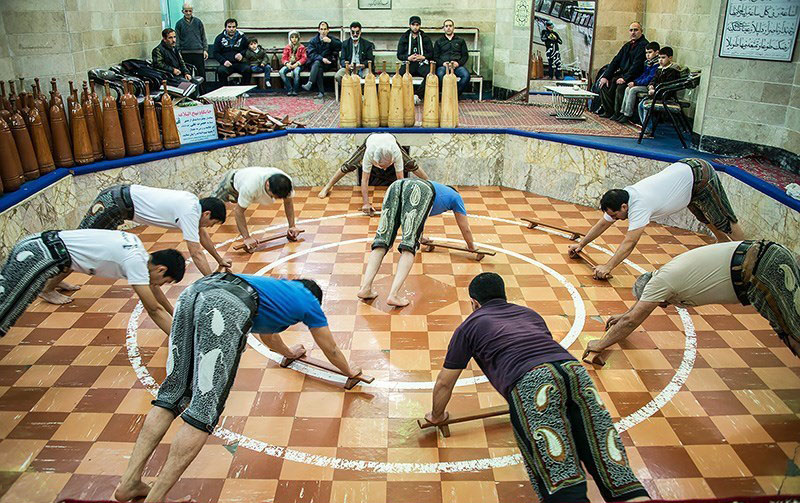
Скамейки для отжиманий на зорхане

Спустя столетие, Карстен Нибур также описал дом сил, и ему мы обязаны первым графическим изображением, на которой показаны, сопровождающие упражнения музыкантов. Зорхана процветала в эпоху правления династии Каджаров, и своего расцвета достигла в XIX веке. Люди высшего сословия иногда также участвовали в учениях и боролись. При Насер-аль-Дин шахе ряд государственных чиновников построили себе частные зорхана.
Через какое-то время зорхана распространились по таким городам Азербайджана, как Гянджа, Шуша, Шеки, Нахичевань, Ширван, и Иранского Азербайджана, таким как Тебриз, Ардебиль, Сераб, Марага, Хой и Урмия.
Побывавший в Баку в конце XVIII века армянский автор Артемий Араратский неоднократно посещал бакинские зорхана и был очевидцем многих состязаний. В своём сочинении он дает описание ряда зорхана в Баку. В зорханах занимались джанбазы[прояснить] и пехлеваны. Отдельные сохранившиеся снаряды для зорхана в выставлены в Музее истории Азербайджана. Предметы эти были тяжёлыми (зорхана мили, палицы, щиты, йекбаргиры, гири) и служили для тренировок. Перед началом же состязания пехлеваны-силачи проводили в зорхана разминку, которая чаще всего проходила в сопровождении народных музыкальных инструментов. На одном из спортивных орудий масляной краской изображена схватка борцов. Этот рисунок даёт представление о том, как проходила схватка в национальной борьбе гюлеш, в какой одежде были спортсмены, какие снаряды и приемы применялись ими, какими способами пользовались борцы и т. д. Одним из наиболее ценных в этом отношении документов является рисунок побывавшего на территории современного Азербайджане европейского путешественника. По мнению специалистов, рисунок относится примерно к XVII веку. На нём воспроизведена одна из имевшихся в то время в Азербайджане зорхана.

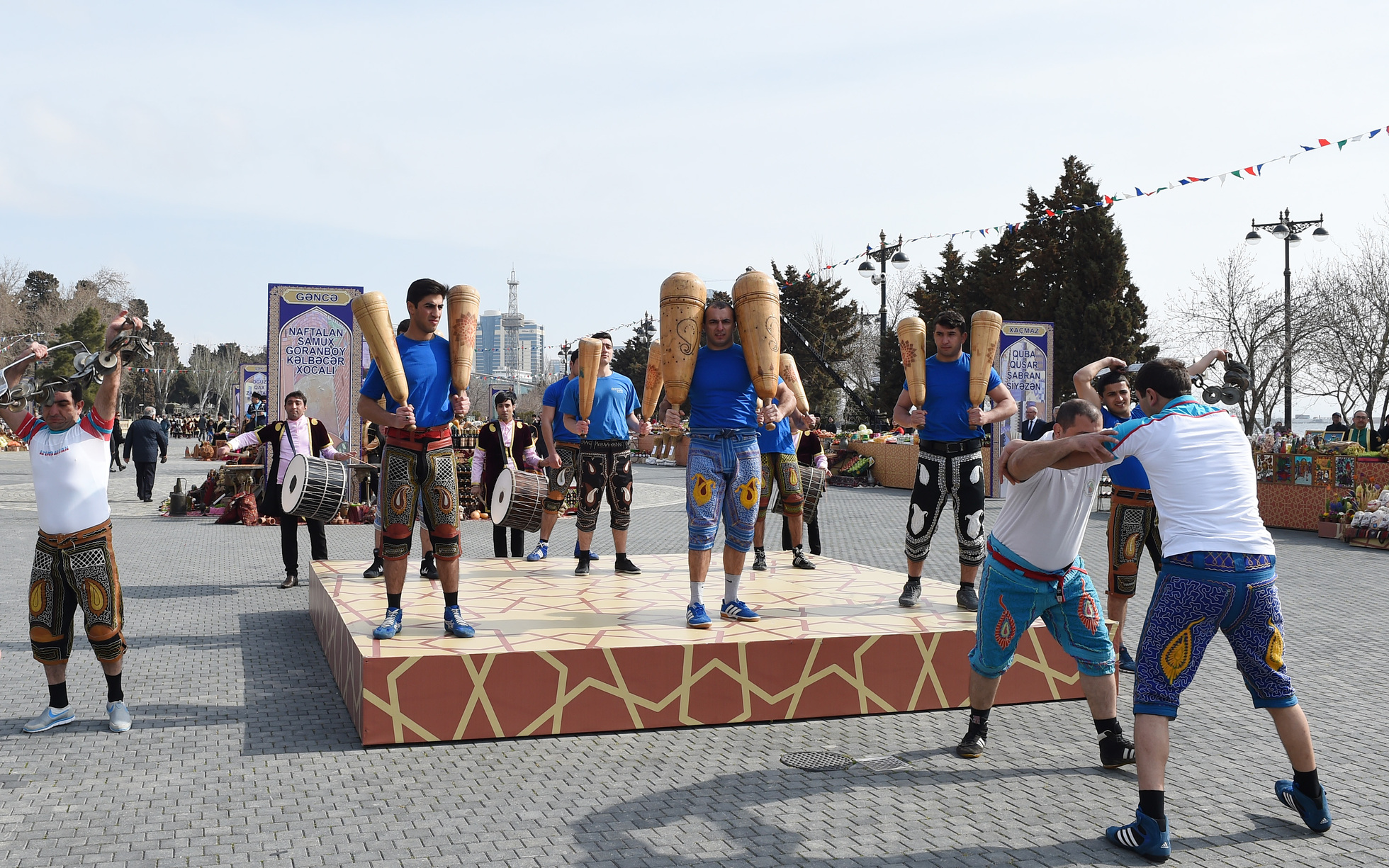
Борцы из Азербайджана с булавами зорханы («зорхана мили») на празднике Новруз в Баку

В начале XIX века школу зорханы создал в Баку Шону Абдулла. Он посвятил искусству борьбы всю свою жизнь. В Бакинской зорхане тренировались и боролись известные пехлеваны — Мухаммед Гусейн, алтыайлыг Абдулали, Хилели пехлеван Али Гуммат, Мухаммед Ганифа, зорба Рзагулу, Джеро Сулейман. Гусейнкули Сарабский писал о борце по имени Алтыайлыг Абдулали (шестимесячный Абдулали), борьбу которого сопровождал музыкант Гаджи Зейнал Ага Керим
Закрытие Бакинской зорханы в 1893 году (где каждую ночь собиралось около трехсот зрителей) было связано с тем, что чиновники царской России, опасаясь народных выступлений, стали запрещать общественные собрания. Со временем зорханы стали терять статус школ, обучающих военным приемам. Они превратились в памятники культуры, вызывающие восхищение и по сей день. Так в разных регионах Азербайджана появилась традиция во время народных гуляний, праздника Новруз и свадеб разыгрывать спектакли зорханы.
В 2010 году, на заседании Межправительственного комитета ЮНЕСКО по сохранению нематериального культурного наследия, проходящем с 15 по 19 ноября в Найроби, ритуалы пехлеванства и «зурхане» были внесены от Ирана в репрезентативный список нематериального культурного наследия человечества.
В 2022 году, на заседании Межправительственного комитета ЮНЕСКО по сохранению нематериального культурного наследия, проходящем с 28 ноября по 3 декабря в Рабате, пехлеванство, традиционные игры «зорхана», борьба и виды спорта были внесены от Азербайджана в репрезентативный список нематериального культурного наследия человечества.

Спортивные снаряды для зорхана эпохи средневековья. Музей истории Азербайджана
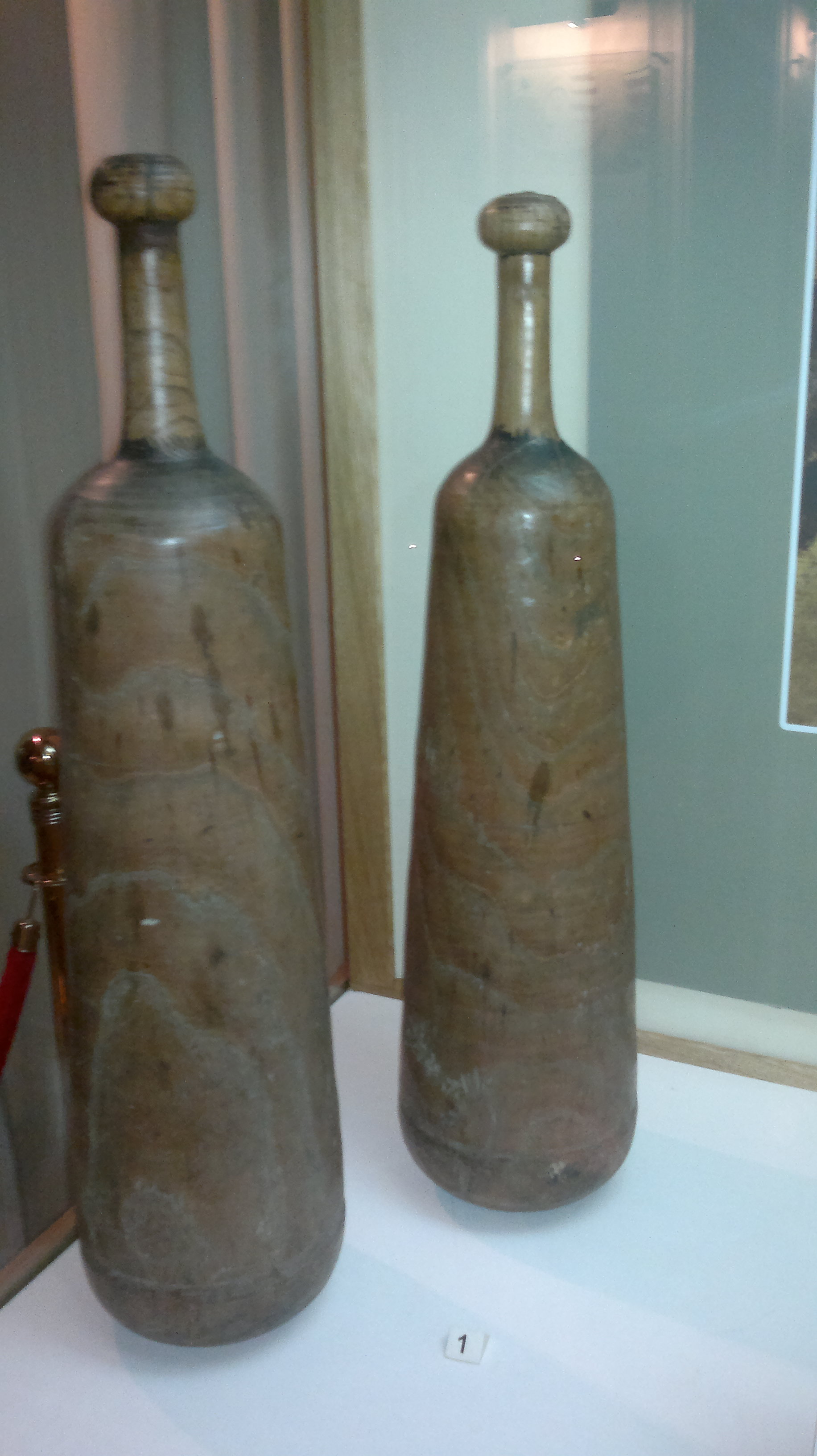
Деревянные булавы («зорхана мили»)
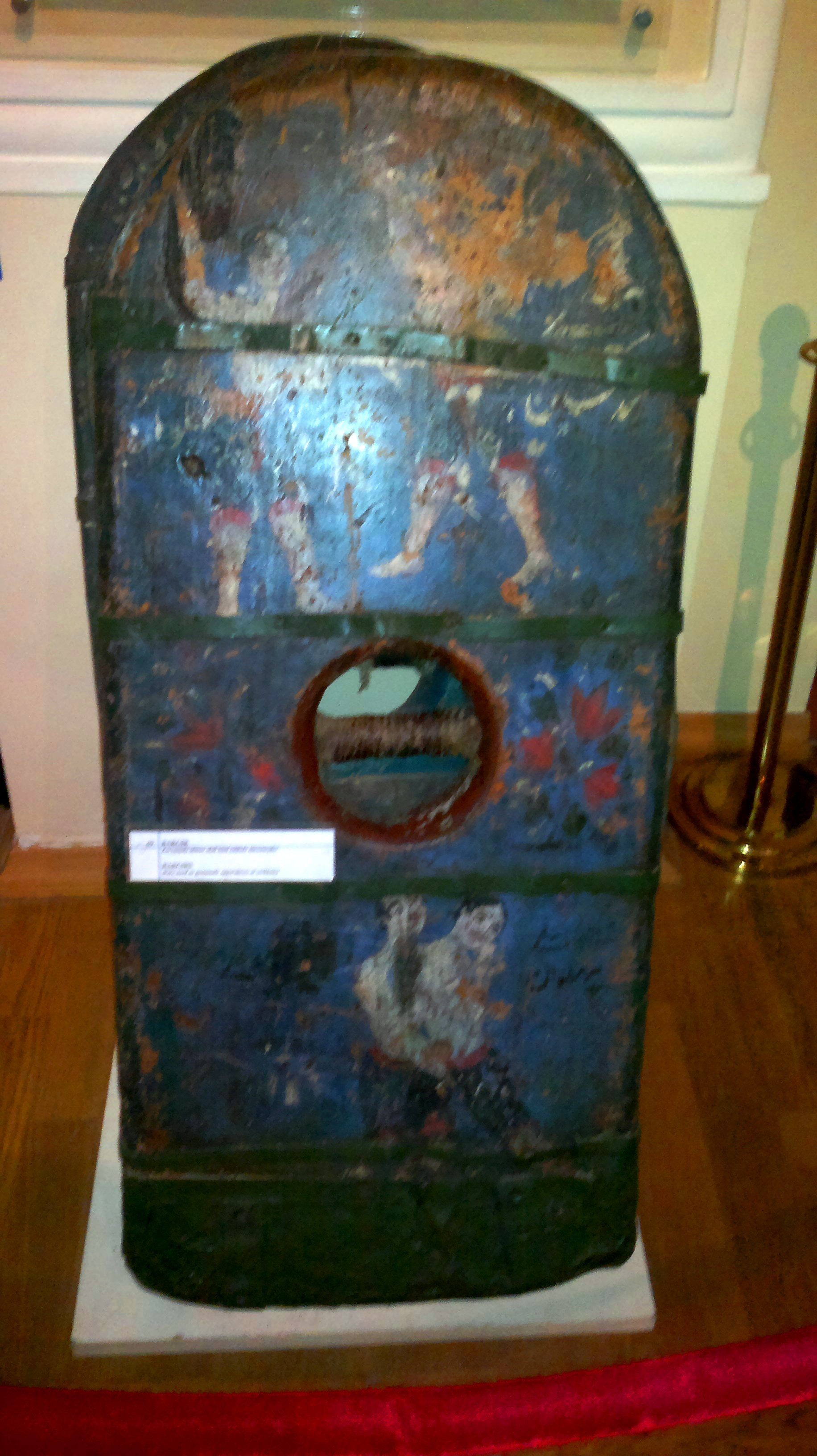
Баргир — спортивный снаряд с изображениями сцены борьбы (гюлеш) и физических упражнений (XVIII-XIX вв.)

## Помещение зорханы

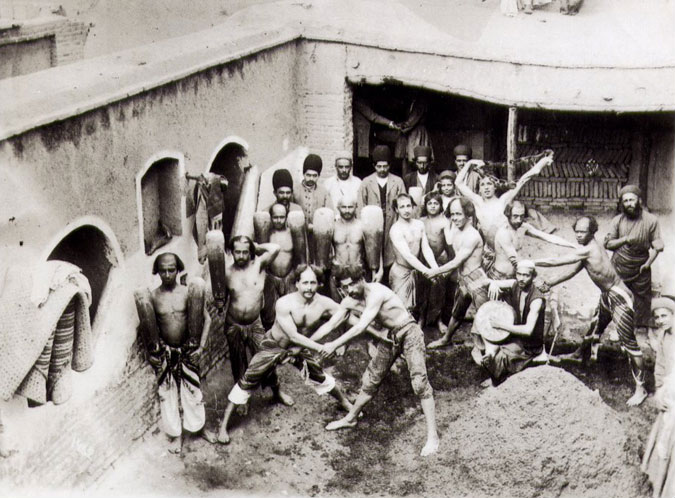
Борцы на зорхане

Учреждения зорханы постоянно развивалась и продолжает развиваться и сегодня. Традиционная арена для зорханы представляет собой здание, архитектура которого напоминала общественную баню, в непосредственной близости от которых они часто и находились. Главный зал зорханы находилось чуть ниже земной поверхности, чтобы обеспечить постоянную температуру. На потолке помещения находились арки, в середине зорханы располагалась яма, глубиной в 1 м и длиной и шириной в 10 м, которая называлась суфре, которое засыпалась сухими травами, пеплом, мягкой землей и обновлялась через каждые несколько лет. До начала тренировок суфре орошалась водой, чтобы не было пыли. Доступ к главной комнате был возможен только через низкую дверь (не выше 1,5 м.),что заставляло каждого входящего нагибаться при входе. Это правило было знаком скромности гостя, проявлением уважения и почитания зорханы.

## Занятия на зорхане
Тренировки в зорханах начинались с танцевальных разминок, которые устраивались для подъема боевого духа и настроения. После этого начинались игры с тяжелыми предметами, которые способствовали развитию ловкости, выдержки и координации атлетов. В конце же занятий между пехлеванами (атлетами в зорхане) шла борьба. В зависимости от характера игр в зорханах тренировалось от 20 до 25 человек. Для зрителей вокруг суфре отводились специальные места, во главе которого на высоте около метра располагался мюршюд, руководитель зорханы, над головой которого висел маленький колокольчик, которым он пользовались для определения начала и финала игры, а также для предупреждения допущенных нарушений. В зорхане присутствовал специальный человек, сардам, который сопровождал упражнения ритмической игрой на барабанах и персидской поэзией, включая стихи Саади, Хафиза, Руми, Фирдоуси, и других великих классиков. С начала XX века мюршюдами в Иране стали называться барабанщики.
В Азербайджане игры на зорхане сопровождались игрой трио музыкантов, играющих на кяманче, зурне и нагаре. Многие из этих мелодий на долгое время забылись. Однако музыка народного танца «джанги» до сих пор открывает соревнования национальной борьбы гюлеш.